# بابونی‌مدیر
بابونی‌مِدیِر (به مجاری: Bábonymegyer) یک شهرداری در مجارستان است که در ناحیه تاب واقع شده‌است. بابونی‌مدیر ۲۱٫۹۳ کیلومتر مربع مساحت و ۹۲۹ نفر جمعیت دارد.